# Prix Pinocchio
 (février 2017).
Le Prix Pinocchio est un prix décerné chaque année de 2008 à 2015, puis à nouveau en 2020, par l'association écologiste Les Amis de la Terre. 
Cet anti-prix a pour but de dénoncer certaines entreprises françaises communiquant largement sur le concept du développement durable alors qu'elles auraient des activités aux conséquences les plus néfastes sur l'environnement et la société.

## Présentation
Afin de dénoncer publiquement ce décalage entre les « beaux discours » d'un côté, et la réalité des actes des entreprises de l'autre, les Amis de la Terre décernaient trois prix Pinocchio, en référence à la fameuse marionnette en bois et à sa très personnelle conception de la vérité. Jusqu’en 2015, trois catégories existaient :
- Prix Pinocchio Une pour tous, tout pour moi ! (droits humains), remis à l'entreprise censée avoir perpétré les violations les plus graves des droits humains (y compris les droits sociaux, salariaux et sociétaux) ;
- Prix Pinocchio Mains sales, poches pleines (environnement), remis à l'entreprise censée avoir provoqué les impacts environnementaux les plus lourds ;
- Prix Pinocchio Plus vert que vert (greenwashing), remis à l'entreprise censée avoir mené la campagne de communication la plus abusive et trompeuse au regard de ses activités réelles[3].

En 2020, le prix (catégorie Plus vert) est à nouveau décerné, en partenariat avec la Confédération paysanne. Trois entreprises sont nommées : Yara, Bigard et Lactalis.
Les entreprises sont nommées par Les Amis de la Terre et leurs partenaires (le CRID en 2011). Le prix est attribué par les internautes qui choisissent parmi la liste de nommés. En 2012, 17 000 votes sont enregistrés et en 2013 41 000.

## Palmarès

### Catégorie Une pour tous, tout pour moi! (droits humains)
| Année | Société épinglée                  | Explication |
| 2008  | Groupe Louis-Dreyfus              | Pour son implication avec sa filiale brésilienne dans l'exploitation des populations indigènes Guaraní (plus de 13 000 Indiens auraient été employés dans des conditions proches de l'esclavage, avec accidents du travail, salaires impayés, dortoirs insalubres, mauvaise alimentation...) avant d'afficher la volonté d'automatiser la récolte de la canne à sucre et du coup de licencier 10 à 12 000 salariés tout cela pour une production d'agrocarburants controversés. |
| 2009  | Groupe Bolloré                    | Pour son implication au Cameroun, avec la Société camerounaise des palmeraies (Socapalm), détenue à près de 40 % par le groupe français Bolloré, gérant plusieurs plantations de palmiers à huile ou des milliers de personnes employées seraient traités avec des conditions déplorables. |
| 2010  | SOMDIAA                           | Pour l'acquisition de 22 000 hectares au Cameroun, entraînant l'expulsion de 6 000 personnes avec une indemnité de 5 euros par famille et par an. |
| 2011  | Tereos                            | Pour les 100 000 hectares de terres cultivables que Tereos détient au Mozambique, confisquant ainsi des terres agricoles fertiles aux populations locales. |
| 2012  | Bolera minera (Bolloré et Eramet) | L’entreprise a obtenu en 2010 un permis d’exploration pour la recherche de lithium en Argentine, dans une région où vivent 33 communautés indigènes. |
| 2013  | Veolia                            | En Inde, l'entreprise favoriserait les abus et les profits plutôt que le droit à l'eau. |

### Catégorie Mains sales, poches pleines (environnement)
| Année | Société épinglée | Explication |
| 2008  | Areva            | Pour les fuites survenues en juin et juillet 2008 sur le site nucléaire du Tricastin. |
| 2009  | Total            | Pour l'exploitation controversée par Total et six autres compagnies pétrolières du gisement Kashagan au Kazakhstan menaçant la mer Caspienne.                                                                                 |
| 2010  | Eramet           | Pour un projet d'exploitation minière sur l’île de Halmahera en Indonésie amenant à la destruction de 76 000 hectares de forêt tropicale.                                                                                     |
| 2011  | Société générale | Pour son rôle de premier ordre dans le financement de la construction du réacteur nucléaire Angra 3 au Brésil, mené par Areva et très éloigné des conditions de sécurité du secteur.                                          |
| 2012  | Areva            | Pour son refus de reconnaître sa responsabilité dans la dégradation des conditions de vie des populations vivant à proximité de ses mines d’uranium en Afrique et pour le décès d’un de ses ex-salariés par cancer du poumon. |
| 2013  | Auchan           | Indemnisation en attente au rayon textile ! |

### Catégorie Plus vert que vert (greenwashing)
| Année | Société épinglée | Explication |
| 2008  | Areva            | Pour le slogan : « Nos énergies ont de l’avenir, un avenir sans CO2 ». Alors que le bilan carbone final d'un kilowattheure d'origine nucléaire peut atteindre le tiers de celui d'un kilowattheure produit dans une centrale au gaz.                                                                            |
| 2009  | EDF              | Pour le slogan « Changer d'énergie ensemble », |
| 2010  | Crédit agricole  | Pour le financement de la méga centrale au charbon de Medupi en Afrique du Sud |
| 2011  | Vinci            | Pour le discours de « verdissement » du projet d’aéroport de Notre-Dame-des-Landes. Afin de compenser la destruction massive de terres agricoles, Vinci se contente de créer un observatoire agricole, une ferme de démonstration en face des parkings et une AMAP afin d’« encourager l’agriculture durable ». |
| 2012  | Lesieur          | Pour sa campagne publicitaire « Aidons l’Afrique : une bouteille d’huile Lesieur achetée, une bouteille envoyée », menée en parallèle du développement de l'industrie des agrocarburants, qualifiée de « crime contre l'humanité » par Jean Ziegler.                                                            |
| 2013  | Air France       | Comment l'entreprise plane avec[pas clair] la compensation carbone. |
| 2014  | GDF Suez         | L'ONG reproche au groupe industriel les grands barrages qui seraient responsables de 4 % des émissions de gaz à effet de serre |
| 2020  | Yara             | L’agriculture « intelligente face au climat » est en fait basée sur l’utilisation intensive d’intrants chimiques, au détriment de la santé, des écosystèmes et du climat. |

## Quelques-unes des nommés

### Nommées 2008
4 193 votes ont été enregistrés en 2008.
| Catégorie                                     | #   | Nom de l'entreprise                                   | Vote | Motif                                                                                    |
| --------------------------------------------- | --- | ----------------------------------------------------- | ---- | ---------------------------------------------------------------------------------------- |
| Une pour tous, tout pour moi ! Droits humains | 1er | Groupe Louis-Dreyfus                                  | 36 % | Esclavage et exploitation autour de la production d'éthanol au Brésil.                   |
| Une pour tous, tout pour moi ! Droits humains | 2e  | Suez                                                  | 32 % | Privatisation de la gestion de l'eau : des promesses non tenues en Argentine.            |
| Une pour tous, tout pour moi ! Droits humains | 3e  | Alstom                                                | 18 % | 50 000 personnes déplacées de force pour le barrage de Merowe (Soudan).                  |
| Une pour tous, tout pour moi ! Droits humains | 4e  | Société générale                                      | 14 % | Un patrimoine historique et 78 000 Kurdes menacés par le barrage d'Ilisu (Turquie).      |
| Mains sales, poches pleines Environnement     | 1er | Areva                                                 | 48 % | Tricastin : attention, site à très haut risque !                                         |
| Mains sales, poches pleines Environnement     | 2e  | Total                                                 | 29 % | Le torchage du gaz se poursuit au Nigeria, au mépris de l'environnement.                 |
| Mains sales, poches pleines Environnement     | 3e  | BNP Paribas                                           | 14 % | Financer une centrale nucléaire russe en zone sismique : le cas Beléné (Bulgarie).       |
| Mains sales, poches pleines Environnement     | 4e  | Crédit agricole                                       | 9 %  | Botnia, une usine de pâte à papier polluante qui cause de graves conflits diplomatiques. |
| Plus vert que vert Greenwashing               | 1er | Areva                                                 | 48 % | Campagne « Nos énergies ont de l'avenir. Un avenir sans CO2 ».                           |
| Plus vert que vert Greenwashing               | 2e  | Total                                                 | 26 % | Campagne « Total contribue à l'essor des énergies nouvelles ».                           |
| Plus vert que vert Greenwashing               | 3e  | Renault                                               | 18 % | Spot Renault Koleos « Himalaya »                                                         |
| Plus vert que vert Greenwashing               | 4e  | Constructions industrielles de la Méditerranée (CNIM) | 9 %  | Campagne « Pour sauver la mozzarella, soutenons l'incinération ! ».                      |

### Nommées 2013
41 366 votes ont été enregistrés en 2013.
| Catégorie                                     | #   | Nom de l'entreprise | Vote | Motif                                                                                          |
| --------------------------------------------- | --- | ------------------- | ---- | ---------------------------------------------------------------------------------------------- |
| Une pour tous, tout pour moi ! Droits humains | 1er | Veolia              | 39 % | En Inde, l'entreprise favorise les abus et les profits plutôt que le droit à l'eau.            |
| Une pour tous, tout pour moi ! Droits humains | 2e  | Société générale    | 32 % | Détruire la Grande barrière de corail pour du charbon ?                                        |
| Une pour tous, tout pour moi ! Droits humains | 3e  | Total               | 29 % | Énergies fossiles à tout prix ? L'entreprise s'attaque aux gaz de schiste en Patagonie...      |
| Mains sales, poches pleines Environnement     | 1er | Auchan              | 50 % | Indemnisation en attente au rayon textile !                                                    |
| Mains sales, poches pleines Environnement     | 2e  | Apple               | 26 % | Le ver est dans la mine.                                                                       |
| Mains sales, poches pleines Environnement     | 3e  | Alstom              | 24 % | Alstom prospère à l'ombre des grands barrages.                                                 |
| Plus vert que vert Greenwashing               | 1er | Areva               | 59 % | L'entreprise réécrit en vert l'histoire de l'uranium.                                          |
| Plus vert que vert Greenwashing               | 2e  | BNP Paribas         | 30 % | L'entreprise finance la recherche sur le changement climatique... qu'elle provoque elle-même ! |
| Plus vert que vert Greenwashing               | 3e  | Air France          | 11 % | Comment l'entreprise plane avec la compensation carbone.                                       |